# Parc national d'Old Oyo
Le parc national d'Old Oyo (anglais : Old Oyo National Park) est un parc national situé dans les États de Kwara et de Oyo au Nigeria. L'aire protégé d'Old Oyo adopte ce statut en 1991.